# Robert Williams (peintre)
Pour les articles homonymes, voir Robert Williams et Williams.
Robert Williams (né le 2 mars 1943) est un peintre de Los Angeles. Il a reçu le prix Inkpot en 1982, et a participé à la création de la revue Juxtapoz en 1994.

## Biographie
Né en 1943, Robert Williams décide en 1962 de quitter le Nouveau-Mexique pour la Californie. Ayant abandonné le lycée, il ne peut s'inscrire à l'université du Nouveau-Mexique d'Albuquerque et sa petite amie vient de le quitter. Dès qu'il arrive à Los Angeles, il s'inscrit à une école d'art. Il participe au journal de l'école The Collegian. En 1963, il se marie avec Suzanne Choma. Bien qu'il soit satisfait des cours qu'il suit et qui lui permettent d'améliorer son style, il y regrette la prédominance de l'expressionnisme abstrait dans l'école et choisit de suivre la voie du pop art. Il réussit à trouver un emploi comme concepteur artistique dans le studio d'Ed Roth. Puis il se passionne pour les comix underground. Notamment, Zap Comix de Robert Crumb l'enthousiasme Il rejoint rapidement le mouvement underground et contribue à diverses BD. À la fin des années 1970, Robert Williams fait partie du collectif artistique The Art Boys, qui compte parmi ses membres des gens comme Mark Mothersbaugh, The Pizz, Gary Panter, Mike Kelley, ou encore Matt Groening. Il réalise des peintures à l'huile dans le style de l'art baroque européen, mais travaille aussi à l'aérographe et au vernis sur ses toiles pour leur donner le même éclat que ses créations underground. Il aime utiliser des couleurs qui paraissent laides lorsqu'elles sont contrastées les unes par rapport aux autres, comme le rose, le vert, ou l'orange. Il est connu par exemple pour une de ses toiles de 1978 qui est retenue, dix ans plus tard, pour devenir la pochette originelle du premier album du groupe Guns N' Roses, Appetite for Destruction : elle fut changée à cause de la controverse qu'elle a causée mais reste présente dans le livret des éditions ultérieures de l'album, . Robert Williams a reçu un prix Inkpot en 1982.
Il participe en 1994 à la création de la revue Juxtapoz, avec un groupe d'artistes et de collectionneurs d'art comprenant Fausto Vitello, C.R. Stecyk III (alias Craig Stecyk), Greg Escalante et Eric Swenson,, pour aider à définir et mettre en exergue l'art alternatif urbain et l'art contemporain underground.